# Осінь (вірш)
Осінь — ліричний вірш українського поета Володимира Сосюри, написаний у 1938 році.

## Історія створення
Володимир Сосюра написав у сорок років, виразивши у ньому момент переживання зміни пейзажу через прихід осінньої пори.

## Тематика твору
Вірш Володимира Сосюри належить до пейзажної лірики. У ньому створені мальовничі картини осені. Стан природи співзвучний настрою поета. Згасаюча осіння краса й особисті переживання сплітаються. Червоною ниткою проходять філософські роздуми про неминучі втрати й постійні зміни у людському житті. Поет задумується про складнощі людського життя. Вірш наповнений сумними мотивами: сади пустинні, пелюстки печальні, далечінь холодна, берізка гола.

## Особливості поезії
Вірш складається з трьох строф, написаних шестистопним хореєм з пірихієм. Завершеності додають однакові початки рядків — анафора: «облітають квіти, обриває вітер пелюстки печальні…» у першій і останній строфі.

## Художні засоби
Автор використав низку епітетів. Осінь у вірші жовтокоса, синьоока. 
Вірш наповнений метафорами: «осінь їде», «вітер обриває пелюстки і розкида кругом»; гіперболами: «по садах пустинних…». Автор оживлює природу: «обриває вітер пелюстки», «їде», «вітер пелюстки розкида», «берізка мерзне».